# Fridrih Karl fon Savinji
Fridrih Karl fon Savinji (  Frankfurt na Majni, 21. februara 1779 - Berlin, 25. oktobar 1861) bio je jedan od najznačajnijih nemačkih pravnika i teoretičara prava iz perioda ranog 19. veka. On je poznat kao osnivač "pravnoistorijske škole" i imao je veliki uticaj na razvoj pravne teorije u Evropi. Pravnoistorijska škola je odbacivala gledište da treba da postoji univerzalno pravo i smatrala je da svaki narod ima svoje specifično pravo koje samo njega odlukuje. Zagovarao je ideju da značenje i sadržaj postojećih pravnih sistema treba da budu analizirani kroz istraživanje njihovih istorijskih izvora i načina transformacije. Smatrao je da bi pravna nauka trebalo da bude i istorijska i sistematska, što znači da bi trebalo da teži da pokaže unutrašnju koherentnost materijala prenesenog u istorijskim izvorima rimskog prava.

## Život i obrazovanje
Savinji je rođen 21. februara 1779. godine u Frankfurtu na Majni. Ostao je siroče sa 13 godina i odgajan je od strane staratelja. Godine 1795. upisao je Univerzitet u Marburgu, a u skladu sa praksom nemačkih studenata posećivao je nekoliko univerziteta, naročito Jenu, Lajpcig i Hale. Doktorirao je u Marburgu 1800. godine.
Akademsku karijeru je započeo kao profesor u Hajdelbergu, a 1808. godine je prešao na Univerzitet u Landšutu, da bi 1810. godine prešao na „reformski“ univerzitet u Berlinu.
Obavljao je i funkcije tajnog savetnika u sudstvu, tajnog nadrevizionog savetnika, bio je član vrhovnog suda za žalbe za reku Rajnu, član komisije za reviziju Pruskog zakonika, a profesionalnu karijeru je zaokružio kao ministar za zakonodavstvo u Pruskoj pod vladavinom Friedricha Wilhelma IV.
Godine 1815. Savigny je zajedno sa Eichhornom i Johanom Fridrihom Ludvigom Gošenom osnovao Zeitschrift für geschichtliche Rechtswissenschaft (Časopis za istorijsku pravnu nauku), koji je propagirao ideje istorijske škole.
Dve poslednje decenije svoga života proveo je povučeno u Berlinu, pišući neke od svojih najvažnijih radova. Preminuo je 25. oktobra 1861. godine u Berlinu. Njegova ostavština i dalje ima veliki uticaj na pravnu nauku i obrazovanje, a mnogi aspekti njegovih teorija su i danas relevantni u istraživanju prava.

## Naučni rad i pravnoistorijska škola
Savinji je najpoznatiji po svom radu na razvoju "pravnoistorijske škole", koju je osnovao Gustav Hugo, i imao je značajnu ulogu u njenoj konsolidaciji. Njegova osnovna teza bila je da pravo nije nešto što se može stvoriti i propisati jednostavnim odlukama ili dekretima, već je ono prirodni izraz istorijskih i kulturnih razvoja jednog naroda. Pravo se mora razumeti kao proizvod istorijskog konteksta, koji se razvija i formira kroz vekove, u skladu sa duhom vremena i društvenim potrebama. Protivio se ideji, koja je bila uobičajena među francuskim pravnicima XVIII veka da se pravo može proizvoljno nametnuti zemlji, nezavisno od njenog stanja civilizacije i istorije.  On je bio kritičan prema ranijim teorijama koje su nastojale da pravne sisteme razumeju kao apstraktne i univerzalne kategorije. Druga važna ideja Savigny-ja je da praksa i pravna teorija ne mogu biti razdvojeni bez štete za oba.
Bio je inspirisan Rimskim pravom, jer je ono sadržinski opstajalo i u najvećim previranjima. Prema Savinjiju, rimsko pravo, iako smatrano mrtvim, nastavilo je da živi u lokalnim običajima, u gradovima, u crkvenim doktrinama i školskim učenjima, sve dok se ponovo nije pojavilo u Bolonji i drugim italijanskim gradovima.
Slične zahteve, rimskom pravu, Savinji postavlja nemačkom pravu da bude dovoljno jako da bi bilo dostojno jedne države. Smatrao je da jedno takvo pravo može nastati samo iz razvijene svesti o zajedničkom suživotu, baziranom na načelu pravde i jednakosti. Međutim, na teritoriji koja je obuhvatala mnoštvo rascepkanih državica, provincija, slobodnih gradova, samosvojnost naroda gubi na snazi. Težeći potpunom priznanju nemačke nacije, polazi od teze da se i sam narod razvija, kao jedinstvena, organska celina, pa se nalazi tek u fazi stvaranja običaja. Taj početni stepen razvoja, po njemu, nije dovoljan za stvaranje prava, koje je viši nivo razvoja svesti narodnog duha.
Godine 1814., talas nemačkog nacionalizma, inspirisan ratom za oslobođenje protiv Napoleona, naveo je profesora prava iz Hajdelberga A.F.J. Thibauta da zahteva kodifikovanje građanskog prava za sve nemačke države. Savinji se protivio ideji kodifikacije građanskog prava za Nemačku, jer je smatrao da postojeće nemačko društvo neće biti u stanju da razume njegov značaj i praktične konsekvence.  Savinji je smatrao da pravna nauka treba da se spasi od "praznih apstrakcija” i ovu koncepciju pravne nauke suprostavio je "istorijskom proučavanju pozitivnog prava", koje je, prema njegovim rečima, "preduslov za pravo razumevanje nauke o svim zakonima". On nije bio protiv uvođenja novih zakona ili novog sistema zakona, ali je smatrao da zakoni bilo koje nacije treba da odražavaju "nacionalni duh".
Poredeći pravna i običajna pravila sa rimskim pravom, ukazivao je na nesavršenost francuskog, austrijskog i pruskog zakonika. Kritikovao je njihovu sadržinu i metodologiju i isticao je da predstavljaju konglomerate nedoslednih, površnih, pogrešnih ili netačnih tumačenja instituta koje sadrže. Isticao je da je jedini merodavni kriterijum za tumačenje prava “volja istorijskog zakonodavca”.
Značajna su i njegova učenje o tumačenju prava i problemu analogije, zatim njegova pravnodogmatska postignuća u učenju o pravnim poslovima i zabludama, njegova učenja o zastupništvu svojini i sticanju svojine, kao i o ustupanju potraživanja i hartijama od vrednosti na donosioca, kao i o neosnovanom bogaćenju.
Njegova najpoznatija i najvažnija dela uključuju “Pravo državine”, “Zakonodavstvo i pravna nauka”, "Sistemski pogled na savremeno građansko pravo", "Istorija rimskog prava", „Sistem današnjeg rimskog prava“, Obligaciono pravo kao deo današnjeg Rimskog prava”, “O pozivu našeg vremena za zakonodavstvo i pravnu nauku”, “Raznovrsna dela” i dr.

## Uticaj i značaj
Savinji je dao pionirske doprinose pravnoj teoriji, posebno u uspostavljanju kontinuiteta savremenih pravnih institucija sa onima iz prošlosti, u postavljanju temelja pravne sociologije i u razvoju mnogih kritičkih metoda koje danas koriste pravni teoretičari širom sveta. Njegov rad je duboko uticao na razvoj pravne teorije i metodologije, naročito u Nemačkoj i Evropi. Naglašavao je važnost dubokog razumevanja istorijskog konteksta pri tumačenju prava, što je imalo veliki uticaj na razvoj pravnih nauka i na obuku budućih pravnika. Njegova ideja da se pravo ne može odvojiti od istorijskog i kulturnog konteksta bila je važna za razvoj pravnih sistema koji su se kasnije oslanjali na istorijske i tradicionalne osnove.
Uticaj istorijske škole prava imao je značajne posledice za razvoj drugih pravnih teorija, kao i za samu praksu pravnog života u različitim državama. Savinji je takođe bio važan i kao profesor i kao pravni savetnik u periodu koji je obeležen značajnim društvenim i pravnim promenama.

## Literatura
- Avramović Sima i Stanimirović Vojislav (2024). Uporedna pravna tradicija. Pravni fakultet, Beograd.  978-86-7630-766-1
- Britanica (2024-05-15). „Friedrich Karl von Savigny”. Encyclopedia Britannica. Encyclopædia Britannica, Inc. Приступљено 2025-01-03.
- Martinek, Michael (2010). „Friedrich Karl von Savigny (1779-1861) - život i delo velikog nemačkog pravnika”. Pravni Zapisi. 1: 7—37. doi:10.5937/pravzap1001007M..
- Ćorić Dragana (2002). „Zakonodavstvo i pravna nauka - prikaz knjige”. Glasnik advokatske komore vojvodine. Broj 74 (9-10): 325—328.;
- Joackim Ruckeret (2006). „„Friedrich Carl von Savigny, the Legal Method, and the Modernity of Law””. Juridica international. 11: 55—68. 2006.;